# باتريك هيغينز
باتريك هيغينز (بالإنجليزية: Patrick Higgins)‏ هو لاعب كرة قدم أمريكية أمريكي، ولد في 11 نوفمبر 1963 في بيندلتون في الولايات المتحدة.